# Uriel da Costa
Uriel da Costa, někdy psán též Uriel Acosta, rodným jménem Gabriel da Costa (asi 1585 – duben 1640) byl židovský filozof, který prožil svůj život v Holandsku. Byl průkopníkem ideje svobody myšlení a kritikem náboženství, často označovaným za předchůdce Barucha Spinozy.

## Život
Narodil se v portugalském Portu. Byl vychován v rodině marranů, tedy Židů, kteří konvertovali od judaismu ke katolicismu, aby se vyhnuli pronásledování. Jeho otec byl katolickým knězem a i on začal studovat kanonické právo. Při studiu byl uchvácen čtením Starého zákona a začal uvažovat o návratu k judaismu, avšak netroufal se vzepřít otcově autoritě. Teprve po otcově smrti opatrně své rodině naznačil své přání a po jistém váhání celá rodina roku 1617 znovu konvertovala k judaismu, načež odešla do Amsterdamu, kde byly pro Židy mnohem lepší podmínky. V Amsterdamu byl Costa však rychle zklamán z rabínské formy judaismu. Začal rabínský judaismus obviňovat z prázdného ritualismu. To vyvolalo napětí uvnitř židovské komunity, které se ještě vystupňovalo poté, co roku 1624 vydal knihu Exame das tradições farisaicas (v portugalštině), kde přišel z tezí, že učení o nesmrtelné duši nebylo součástí původní biblické tradice a jde až o pozdější a nedůvěryhodný rabínský doplněk k judaistické tradici. Zároveň upozornil na další rozpory mezi biblickou tradicí a rabínským judaismem, který vnímal jako úpadkový. To vyvolalo bouři odporu a jeho knihy byly i veřejně páleny. Costa byl předvolán před rabínský soud a obviněn z rouhačství. Nakonec byl exkomunikován z židovské církve. Uprchl tedy do Hamburku, ale ani zdejší židovská komunita ho nepřijala mezi sebe. Navíc neuměl německy a tak se v zoufalství a úplné izolaci vrátil roku 1633 do Amsterdamu a požádal o odpuštění a návrat do obce, s tím, že bude dodržovat zvyky, byť jen s malým vnitřním přesvědčením. Spor byl zažehnán, Costův skepticismus vůči náboženství však ve skutečnosti rostl. Brzy vystoupil s tezí, že biblické zákony nejsou dílem božím, ale Mojžíšovým, až nakonec dospěl k přesvědčení, že celé náboženství je jen lidským dílem, které s Bohem nemá nic společného. Dospěl k jakémusi deismu či spinozismu - soudil, že Bůh nežádá žádné rituály a je v jednotě s přírodou. Náboženství se svým násilnictvím a nutnými spory je ve skutečnosti vzdalováním se Bohu, který je zcela harmonickým. Spor s komunitou vyvrcholil poté, co za Costou přišli dva křesťani s přáním konvertovat k judaismu. Costa jim to rozmluvil, když užil svých skepticko-deistických argumentů. Když se o tom komunita dozvěděla, byl znovu exkomunikován. Sedm let pak žil takřka v naprosté izolaci, která ho však vnitřně ničila. Po těchto sedmi letech poprosil amsterdamskou židovskou obec o možnost se vrátit, ta si však jako podmínku uložila velice ponižující rituál, při němž Costa musel v synagoze ležet na zemi, zatímco členové obce po něm šlapali. Toto veřejné ponížení ho vnitřně zlomilo a stal se silně depresivním. Sepsal svou autobiografii Exemplar Humanae Vitae (latinsky), obžalobu dobové netolerance a náboženské nenávisti, a spáchal sebevraždu.
Da Costa, který začal kritisovat Bibli, jaksi ukázal v tomto směru cestu příštímu pokolení. Spinoza ve své kritice Bible začal tam, kde se da Costa zastavil.